# Disney Interactive Studios
Disney Interactive Studios, Inc. (oorspronkelijk Walt Disney Computer Software, later Disney Interactive en Buena Vista Games, Inc.), is een internationaal, Amerikaans videospelbedrijf. Het geeft zelf spellen uit en distribueert een wijd aanbod aan multi-platforme videospellen en interactief entertainment wereldwijd.   Disney Interactive Studios is een dochteronderneming van Disney Interactive en dus ook onderdeel van The Walt Disney Company.
Het overgrote delen van de spellen zijn gebaseerd op personages en frachines eigendom van The Walt Disney Company.

## Geschiedenis

### Computer software
Disney startte een eigen computerspelafdeling in 1988 onder de naam "Walt Disney Computer Software". WDCS deed beroep op externe bedrijven om spellen te maken gebaseerd op de bestaande portfolio van Disney. Hun spellen waren eerder onsuccesvol omwille van de lage kwaliteit en het feit geen onderscheid te kunnen maken tussen film en spel. Spellen die het opmerkelijk wel beter deden, waren Disney's Aladdin uit 1992 en The Lion King uit 1993. Dit zorgde ervoor dat het bedrijf besliste om de spellen zelf te ontwikkelen in plaats van uit te besteden.

### Disney Interactive
Nadat werd beslist om zelf computerspellen te ontwikkelen, veranderde op 5 december 1994 de naam van "Walt Disney Computer Software" in "Disney Interactive" waarbij ook "Walt Disney Television and Telecommunications" werd geconsolideerd. Op 15 april 1997 werd beslist om niet langer spellen zelf te ontwikkelen. Wel konden externe bedrijven vanaf nu een licenties nemen op personages of verhalen eigendom van Disney.  Hierdoor werden de ontwikkel-, productie- en risicokosten verlegd naar het externe bedrijf, maar kreeg Disney minder opbrengsten omdat ze geen inkomsten verkreeg per verkocht spel.

### Buena Vista Games
In 2003 ontstond Buena Vista Games uit Disney Interactive. Buena Vista Games werd terug een verdeler van computerspellen. Daar waar Disney Interactive zich voornamelijk op de markt van kinderspellen richtte, verdeelde Buena Vista Games spellen voor een veel ruimer publiek.
Nadat Avalanche Software en Block Rock Studio werden opgekocht in 2006 werd het bedrijf terug een ontwikkelaar voor Nintendo DS- en Wii-computerspellen

### Disney Interactive Studios
In 2007 werd Buena Vista Games hernoemd naar Disney Interactive Studios. Disney Interactive Studios verdeelt ook computerspellen die niet gebaseerd zijn op de eigen portfolio maar eigendom zijn van onder andere ABC, ESPN en Touchstone . 
In juli 2007 kocht Disney Interactive Studio het bedrijf Junction Point Studios op.
Op 5 juni 2008 consolideerde Disney Interactive Studios met The Walt Disney Internet Group en noemt sindsdien Disney Interactive Media Group, waarbij in januari 2009 ook nog Fall Line Studios werd aangekocht en op 8 september 2009 Wideload Games. In februari 2009 kocht Disney Interactive het Chinese GameStar op.
Nadat in 2012 Lucasfilm werd opgekocht, kwam de Star Wars-franchise in eigendom van Disney. Echter besloot het bedrijf dat ze enkel Star Wars-spellen zouden uitbrengen voor de casuele markt. Electronic Arts verkreeg een licentie om computerspellen uit te brengen op de core markt.